# Mothusi Cooper
Mothusi Cooper (ur. 19 lipca 1997 w Tshabong) – botswański piłkarz grający na pozycji środkowego pomocnika. Od 2022 jest zawodnikiem klubu Gaborone United.

## Kariera klubowa
Cooper jest wychowankiem klubu Extension Gunners FC. W sezonie 2017/2018 zadebiutował w nim w pierwszej lidze botswańskiej. W 2018 roku przeszedł do Township Rollers. W sezonie 2018/2019 został z nim mistrzem Botswany. W 2020 roku został zawodnikiem Lusaka Dynamos. W sezonie 2020/2021 zdobył z nim Puchar Zambii. Wiosną 2021 ponownie był zawodnikiem Township Rollers, a latem 2021 Lusaka Dynamos. Wiosną 2022 grał w marokańskiej Mouloudii Wadżda, a latem 2022 został zawodnikiem Gaborone United.

## Kariera reprezentacyjna
W reprezentacji Botswany Cooper zadebiutował 2 czerwca 2019 roku w zremisowanym 2:2, a następnie wygranym 5:4 po karnych meczu Pucharu COSAFA 2019 z Południową Afryką, rozegranym w KwaMashu.